# Tytthotyle maculata
Tytthotyle maculata är en insektsart som först beskrevs av Bruner, L. 1889.  Tytthotyle maculata ingår i släktet Tytthotyle och familjen Romaleidae. Inga underarter finns listade i Catalogue of Life.